# Ізаньга
Ізаньга́ (рос. Изаньга, марій. Изаҥа) — присілок у складі Новотор'яльського району Марій Ел, Росія. Входить до складу Масканурського сільського поселення.

## Населення
Населення — 86 осіб (2010; 90 у 2002).
Національний склад (станом на 2002 рік):
- марійці — 100 %